# Демидовское сельское поселение (Волгоградская область)
Демидовское сельское поселение — муниципальное образование (сельское поселение) в Быковском муниципальном районе Волгоградской области. Административный центр — хутор Демидов.

## География
Расположено в южной части Быковского района.
Площадь сельского поселения составляет 36 335 гектар, из которых 28 783 га (по состоянию на 2008 год) приходится на сельхозугодья и 113 га занимает застройка (по состоянию на 2008 год).
Граничит:
- на юге — с Среднеахтубинским районом;
- на юге и востоке — с Ленинским районом;
- на севере — с Урало-Ахтубинским и Луговопролейским сельскими поселениями;
- на западе — с Приморским сельским поселением;
- на юго-западе — с Новоникольским сельским поселением[1].

## Население
| 2010 | 2012 | 2013 | 2014 | 2015 | 2016 | 2017 |
| ---- | ---- | ---- | ---- | ---- | ---- | ---- |
| 631  | ↗642 | ↘629 | ↘618 | ↘616 | ↘610 | ↘595 |
| 2018 | 2019 | 2020 | 2021 |      |      |      |
| ↘580 | ↗583 | ↘574 | ↘563 |      |      |      |

## Состав сельского поселения
| № | Населённый пункт | Тип населённого пункта        | Население |
| - | ---------------- | ----------------------------- | --------- |
| 1 | Демидов          | хутор, административный центр | 599       |
| 2 | Столяров         | хутор                         | 32        |

## Администрация
Глава — Колесников Геннадий Васильевич (с марта 2012 года)

Телефон/факс: 8(84495) 3-45-83

Адрес администрации: 404072, Волгоградская область, Быковский район, с. Демидово, ул. Советская, 38/1.

e-mail: bykdemidovo@ya.ru

## Транспорт
Протяженность автодорог местного значения — 8 км.